# Anastrepha panamensis
Anastrepha panamensis är en tvåvingeart som beskrevs av Greene 1934. Anastrepha panamensis ingår i släktet Anastrepha och familjen borrflugor. Inga underarter finns listade i Catalogue of Life.